# Super Dimension
Super Dimension (超時空シリーズ,?, Chōjikū shiriizu,  letteralmente "Super tempo e spazio") è il nome con cui è nota una trilogia di anime fantascientifici che comprende le serie televisive (scollegate tra di loro a livello di trama, ma con tematiche simili) Chōjikū yōsai Macross, Chōjikū seiki Orguss e Chōjikū kidan Southern Cross.
Le tre serie avevano tematiche ed elementi simili (mezzi militari trasformabili, tema bellico), così come simile mecha e character design.
Macross e Southern Cross vennero poi utilizzate negli Stati Uniti d'America dalla Harmony Gold come prima e seconda parte di Robotech.
Negli anni successivi alla messa in onda, la serie di Macross ebbe numerosi sequel e spin off, mentre Orguss ebbe un sequel intitolato Chōjikū seiki Orguss 02 (超時空世紀オーガス 02) costituito da sei OAV realizzati nel 1993, edito in Italia direttamente in VHS dalla Polygram Video con il titolo di Orguss 02.
| Titolo originale (traslitterazione)                 | Titolo italiano | Periodo di trasmissione         | Produttori                                                                 |
| --------------------------------------------------- | --------------- | ------------------------------- | -------------------------------------------------------------------------- |
| 超時空要塞マクロス (Chōjikū yōsai Makurosu)         | Macross         | da ottobre 1982 a giugno 1983   | Big West, Anime Friend, MBS, Tatsunoko                                     |
| 超時空世紀オーガス (Chōjikū seiki Ōgasu)            | inedito         | da luglio 1983 a aprile 1984    | Studio Nue, Tokyo Movie Shinsha (creatori originali Big West e Studio Nue) |
| 超時空騎団サザンクロス (Chōjikū kidan Sazan Kurosu) | inedito         | da aprile 1984 a settembre 1984 | Big West, Tatsunoko                                                        |